# 하임 헤르초그
하임 헤르초그(히브리어: חיים הרצוג‎, 1918년 9월 17일~1997년 4월 17일)는 아일랜드 태생의 이스라엘의 정치인, 장군, 변호사, 작가로 1983년부터 1993년까지 이스라엘의 제6대 대통령을 지냈다. 벨파스트에서 태어나 주로 더블린에서 아일랜드의 수석 랍비 이츠하크 하레비 헤르초그의 아들로 자랐으며, 1935년 의무 팔레스타인으로 이주하여 1936년~1939년 아랍 반란 동안 하가나 유대인 준군사조직에서 복무했다. 전쟁이 끝난 후 그는 팔레스타인으로 돌아왔고 1948년 영국의 위임통치령과 이스라엘의 독립선언이 끝난 후 1948년 아랍-이스라엘 전쟁 동안 라트룬 전투에 참전했다. 그는 1962년 이스라엘 방위군에서 소장으로 진급했다.
제대 후, 헤르초그는 법을 연습했다. 1972년 그는 이스라엘의 가장 큰 법률 회사 중 하나가 될 헤르초그, 폭스 & 니먼의 공동 설립자였다. 1975년부터 1978년까지 이스라엘의 유엔 주재 상임대표를 지냈으며, 유엔 총회 결의 제3379호(시온주의는 인종차별주의)를 거부하였다. 헤르초그는 1981년 선거에서 정치에 입문하여 정렬의 일원으로서 크네세트 의석을 얻었다. 2년 후인 1983년 3월, 그는 주로 의례적인 대통령 역할로 선출되었다. 그는 1993년 은퇴하기 전까지 2번의 5년 임기를 지냈다. 그는 4년 후에 죽었고 예루살렘의 헤르츨 언덕에 묻혔다.
그의 아들 이츠하크 헤르초그는 이스라엘의 현직 대통령이며, 2013년부터 2017년까지 크네세트에서 이스라엘 노동당과 의회 야당을 이끌었다.

## 생애

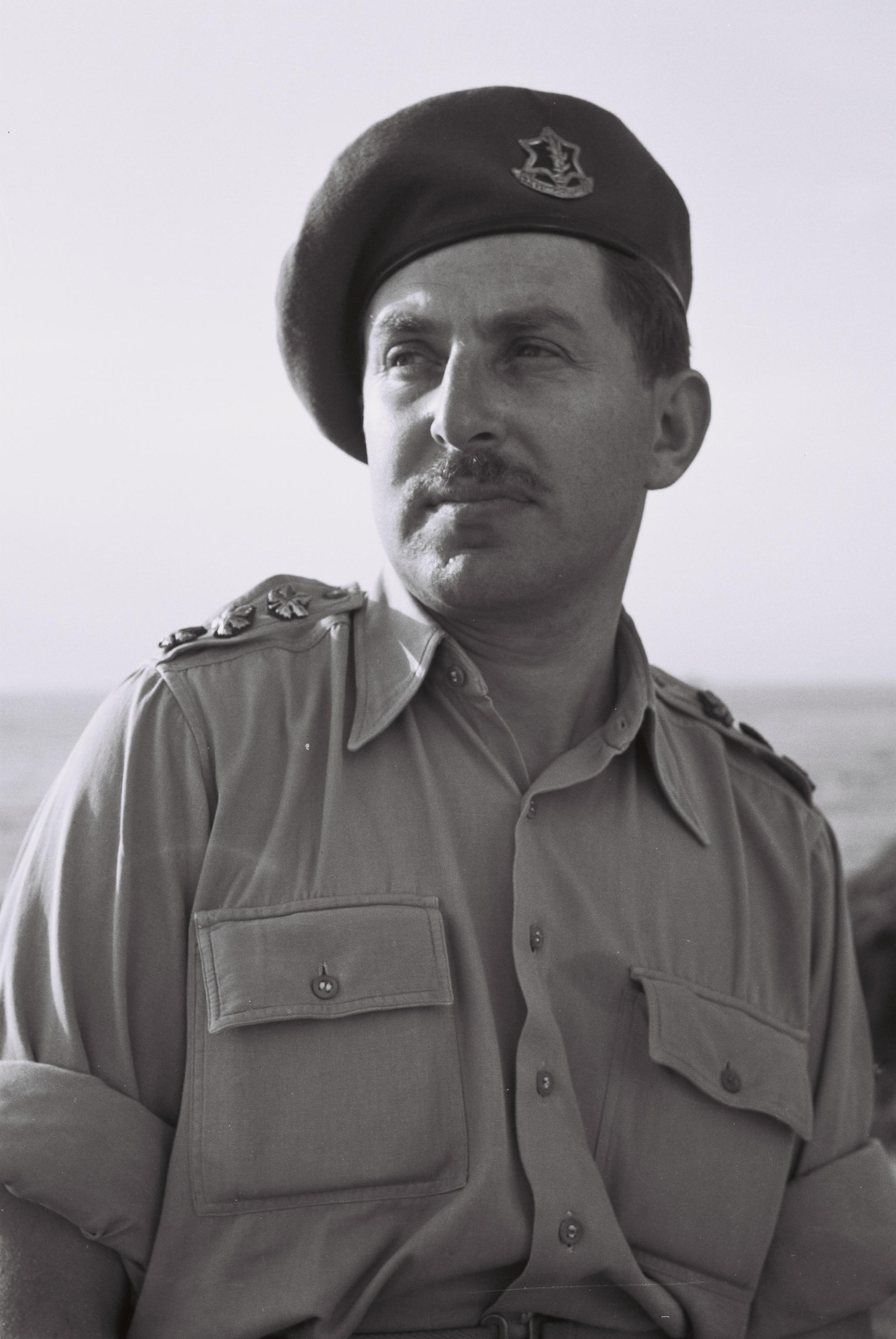
1954년 IDF에서 헤르초그

하임 헤르초그는 1919년부터 1937년까지 (나중에 영국 위임통치령 팔레스타인 및 이스라엘 의무국) 아일랜드의 랍비 이츠하크 하비 헤르초그와 사라 힐먼의 아들로 벨파스트 클리프턴파크 애비뉴에서 태어났다. 그의 아버지는 폴란드 웜자에서 태어났고, 그의 어머니는 라트비아에서 태어났다. 1919년 당시 가족의 집은 더블린 포르토벨로의 블룸필드 애비뉴 33번지에 있었다.
아일랜드어를 유창하게 구사하는 헤르초그의 아버지는 아일랜드 독립 전쟁 당시 아일랜드 공화국을 지지한 공로로 "신 페인 랍비"로 알려졌다. 헤르초그는 더블린 웨슬리 칼리지에서 공부했으며, 10대 시절 시온주의 청년 연맹과 노동 시온주의 운동인 하보님 드로르에 참여했다.
가족은 1935년 의무 팔레스타인으로 이주했고, 1936년부터 1939년까지 아랍 반란 동안 유대계 준군사조직인 하가나에서 복무했다. 그는 유니버시티 칼리지 런던에서 공부했고 1941년에 런던 대학교에서 법학 학사 학위를 받았다. 그는 후에 링컨 법조원에서 변호사 자격을 얻었다. 대학교에서 자신의 시간을 보낸 후, 헤르초그는 유대인 학생 연합 (당시 IUJF) 의장을 지냈다.

## 군사 경력
제2차 세계 대전 중 영국 육군에 입대하여 주로 독일에서 기갑군단의 전차장으로 복무했다. 그곳에서 그는 그의 첫 번째 지휘관이 "하임"을 발음할 수 없었기 때문에 "비비안"이라는 평생 평행한 이름을 얻었다. 그러나 다른 유대인 병사는 사령관에게 "비비안"이 영어 "하임"과 동등하다고 설명했다. 그는 1943년에 정보부대에 임관했다. 헤르초그는 몇몇 나치 강제 수용소의 해방과 생포된 독일 병사를 하인리히 힘러로 지목했다. 그는 1947년 소령 계급으로 영국 육군을 떠났다.
전쟁이 끝난 직후, 그는 팔레스타인으로 돌아왔다. 이스라엘 건국 이후 1948년 아랍-이스라엘 전쟁에 참전하여 라트룬 전투에서 장교로 복무했다. 제2차 세계 대전 동안 그의 정보 경험은 귀중한 자산으로 여겨졌고, 그는 1948년부터 1950년까지 그리고 1959년부터 1962년까지 재임한 IDF 군사 정보 지부의 수장이 되었다. 1950년부터 1954년까지 주미국 이스라엘 대사관에서 방위대사로 근무했다. 헤르초그는 1954년 9월 워싱턴 D.C.를 떠났다. 국무부 관리는 그가 곧 "페르소나 논 그라타"로 선언될 것이라고 그에게 알렸다. 그를 추방하기로 한 결정은 요르단 외교관을 영입하려는 그의 시도에 대한 FBI의 조사에 따라 내려졌다. 그는 1962년 IDF에서 소장으로 진급하여 은퇴했다.

## 대통령직

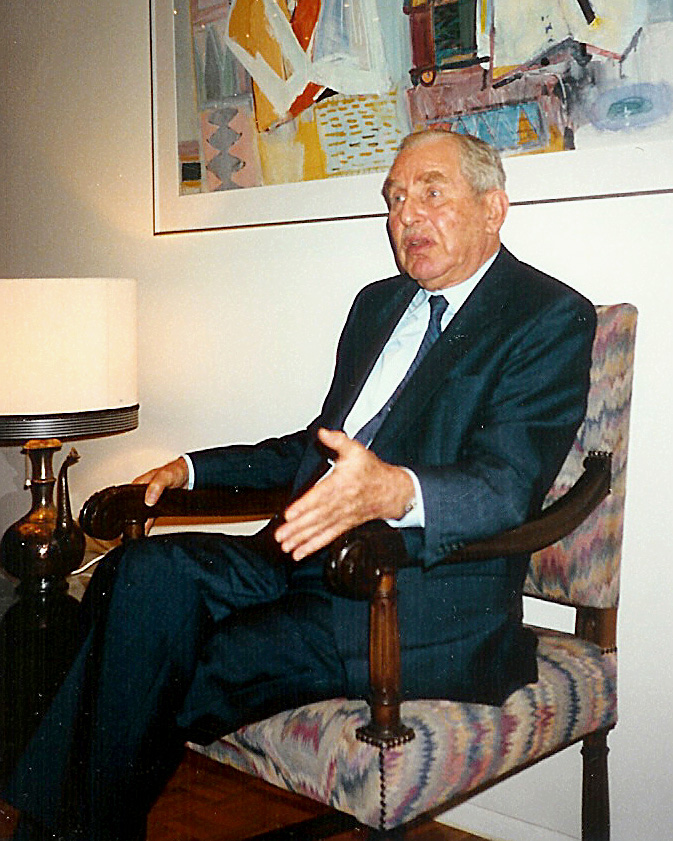
말년의 헤르초그

1983년 3월 22일, 헤르초그는 우파 후보이자 정부 연합인 메나쳄 엘론을 상대로 61 대 57의 투표로 이스라엘의 제6대 대통령으로 선출되었다. 그는 1983년 5월 5일에 취임하여 두 번의 5년 임기(당시 이스라엘 기본법이 허용하는 최대 임기)를 지냈으며, 1993년에 정계에서 은퇴했다. 이스라엘의 대통령으로서 헤르초그는 여러 차례 해외를 방문하여 독일을 공식 방문한 첫 이스라엘 대통령이 되었으며, 몇몇 극동 국가, 호주, 뉴질랜드도 방문했다. 그는 카브 300 사건에 연루된 신베트 요원을 사면한 것으로도 주목받았다.
1985년 아일랜드 국빈 방문 중에 헤르초그는 더블린에 있는 웨슬리 칼리지 더블린을 방문하여 아일랜드 유대인 박물관을 개관하였고, 케리 카운티의 스님 컬처 파크에서 자신의 어린 시절 친구인 전 대법원장이자 후에 아일랜드의 제5대 대통령이었던 카르울 오 달러를 기리는 조각상을 공개하였다.
더블린 남부 래드거에 있는 그의 이름을 딴 공원도 있다.
헤르초그는 이라크의 사담 후세인 정권에 반대했으며, 이를 "세계 테러의 보금자리"라고 불렀다. 그는 세계가 바그다드가 세계 테러의 수도가 되고 있다는 이스라엘의 경고를 크게 일축했다면서 일부 서방 국가들이 후세인을 군사 강국으로 발전시키는데 도움을 주었다고 덧붙였다.
헤르초그는 1984년 요르단강 서안 지구 헤브론에서 팔레스타인인 4명을 살해한 혐의로 무기징역을 선고받은 유대인 지하조직원 메나쳄 리브니, 우지 샤르바프, 샤울 니르의 형량을 줄였다. 헤르초그는 처음에는 24년으로, 그 다음에는 15년으로, 그리고 1989년에는 10년으로 감형되었고, 이는 남성들이 2년 후에 좋은 태도로 석방될 수 있게 해주었다.

## 기념패
1998년 얼스터 역사학회는 벨파스트 클리프턴파크 애비뉴에 있는 헤르초그의 생가에서 기념 청색 명패를 공개했다. 이 명판은 2014년 8월 반이스라엘 구호가 반복적으로 훼손되었기 때문에 제거되었다. 브라이언 킹스턴 민주당 의원은 "이는 현재 벨파스트 일부 지역에 존재하는 긴장과 반유대주의의 수준을 보여주는 충격적인 표시"라고 말했다.

## 사망
헤르초그는 1997년 4월 17일에 78세 나이로 사망하였다. 그는 예루살렘의 헤르츨 언덕에 묻혔다.